# City-Haus I
Das 142,1 Meter hohe City-Haus I, auch Selmi-Hochhaus, befindet sich im Stadtteil Westend in Frankfurt am Main am Platz der Republik. Es wurde von 1971 bis 1974 nach Plänen der Architekten Johannes Krahn und Richard Heil erbaut.
Seit 1976 gehört das Hochhaus zum Gebäudekomplex der DZ Bank AG. Sie ließ das Gebäude 2006 durch die Frankfurter Mäckler Architekten sanieren.

## Geschichte

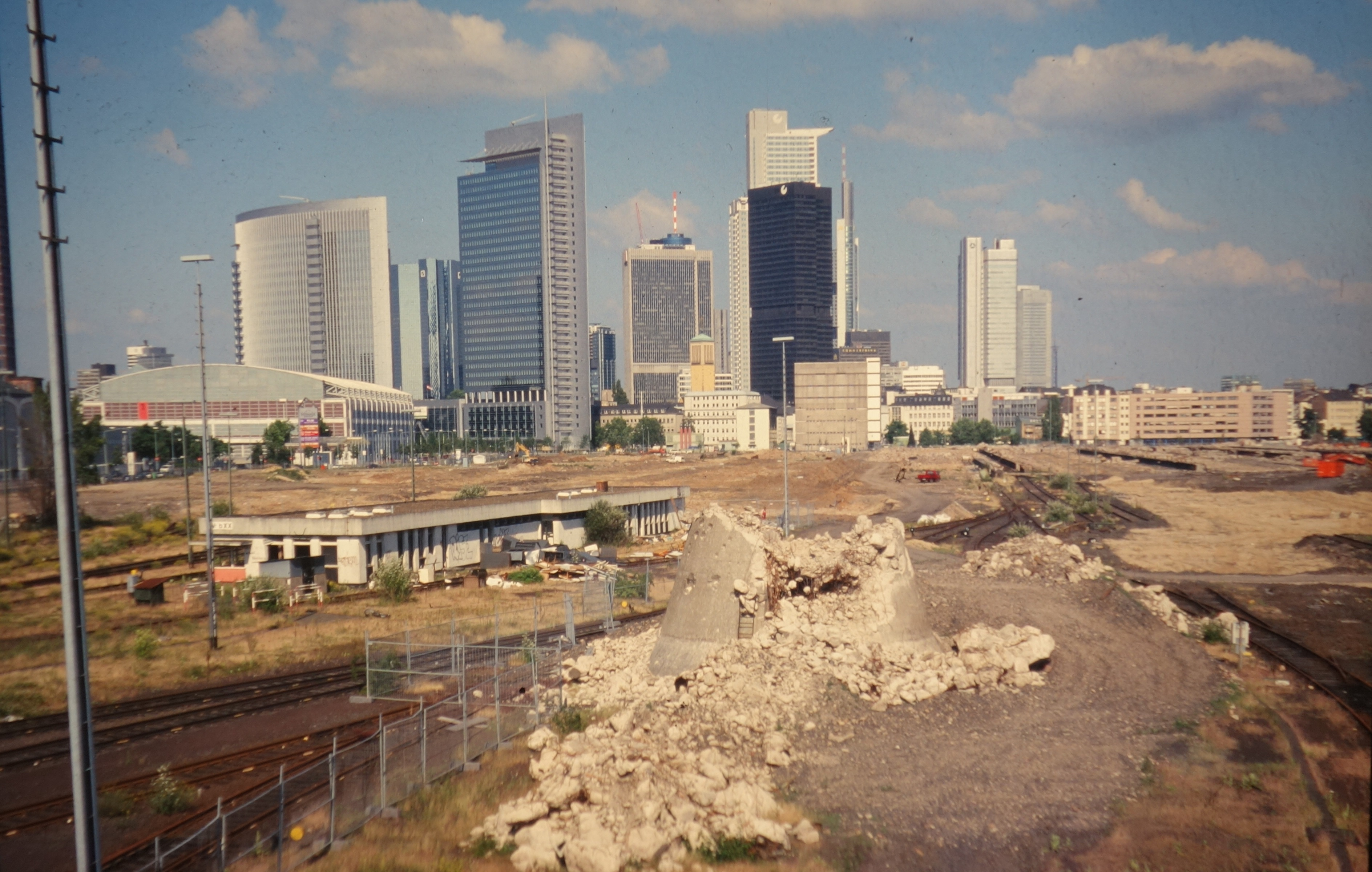
Das noch schwarze City-Haus I Anfang der '00er Jahre, während des Abbruchs des Hauptgüterbahnhofs

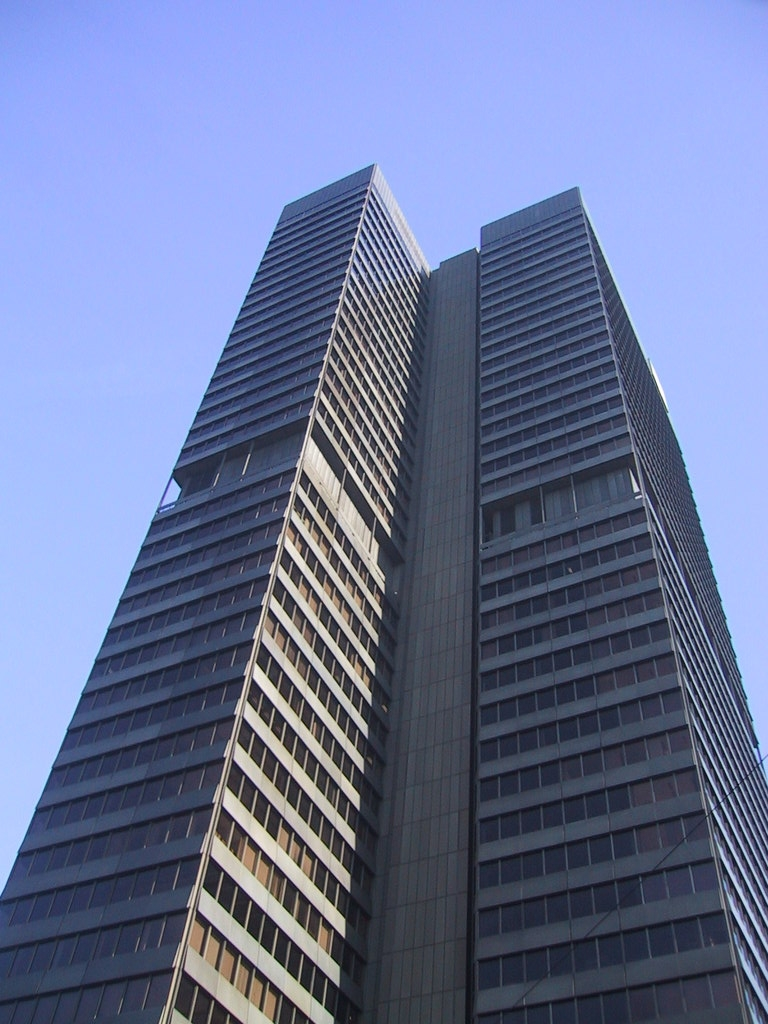
Alte Fassade (bis 2007) von unten. Der vertikale Streifen kaschiert ein nachträglich angebrachtes zusätzliches Treppenhaus

Das City-Haus I ist auch bekannt unter dem Namen Selmi-Hochhaus nach dem persischen Bauherrn Ali Selmi. Das Projekt war im Kontext des Frankfurter Häuserkampfs sehr umstritten. In der Nacht zum 23. August 1973 brach in den oberen Etagen des Rohbaus ein Feuer aus, das weithin über der Stadt sichtbar war und viele Schaulustige anlockte. Der Brand konnte erst acht Stunden später gelöscht werden, da die Frankfurter Feuerwehr damals noch nicht für Löscharbeiten in dieser Höhe ausgestattet war und die Steigleitungen noch nicht in Betrieb waren. Viele Schaulustige bejubelten das Feuer („Bürger für Brand“), Studenten sollen sogar Spottlieder („Heute verbrennen wir dem Selmi sein klein Häuschen“) angestimmt haben. Brandstiftung wurde später allerdings als unwahrscheinlichste Ursache für das Feuer genannt, offenbar hatte ein defektes Schweißgerät die Holzverschalung des 40. und 41. Stockwerkes in Brand gesetzt. Dieser Großbrand war der Ausgangspunkt modernen Feuerschutzes für Hochbauten in Deutschland und der Start der Karriere des obersten Brandbekämpfers Ernst Achilles.
1976 erwarb die DG Bank (heute DZ Bank) das Hochhaus und richtete dort ihre Zentrale ein. 1985 wurde die Zentrale durch ein sieben Stockwerke hohes Gebäude (City-Haus II genannt) auf dem Nachbargrundstück erweitert, 1993 bezog die DZ Bank zusätzlich das benachbarte Hochhaus Westendstraße 1.

## Konstruktion
Das Gebäude ist eine Stahlbetonkonstruktion. Es besteht aus einer mittig angeordneten Kerngruppe mit Außenabmessungen von 17,4 m × 14,2 m sowie zwei gegeneinander versetzten Geschosstrakten, die jeweils 40 m lang und 14,1 m breit sind. Neben dem Kern tragen in jedem Trakt vier innen angeordnete Stützen die Vertikallasten ab. Regelgeschosse haben eine Höhe von 3,2 m. Die Geschossdecken sind Plattenbalkenkonstruktionen. Die Plattendicke variiert zwischen 10 cm und 20 cm, die gesamte Konstruktionshöhe zwischen 40 cm und 60 cm. Das Hochhaus steht auf einer bis zu 4,15 m dicken Bodenplatte mit 2000 m² Grundfläche.

## Sanierung
Von Oktober 2007 bis Dezember 2008 wurde das City-Haus I nach Plänen des Architekten Christoph Mäckler umfassend saniert und erhielt dabei eine neue Fassade und ein insgesamt helleres Erscheinungsbild. Während der Umbauzeit konnten Beeinträchtigungen der Mieter gering gehalten werden, da die neue Fassade während der Woche von außen an die Altfassade gehängt wurde und die Altfassade nur an den Wochenenden entfernt wurde. Durch die neue Fassade reduziert sich der Energieverbrauch des Gebäudes um rund 35 Prozent. Die Kosten des Umbaus lagen bei 53 Millionen Euro.